# サニー・オスルンド
ヨン・サニー・オスルンド（John Sanny Åslund、1952年8月29日 - ）は、スウェーデン・トルスビー出身の元サッカー選手、元サッカー指導者。ポジションはFWだった。